# Музеи Республики Алтай
Музей Горного Алтая представляют природное и культурное наследие Республики Алтай.

## Национальный музей Республики Алтай имени А. В. Анохина
Музей является одним из первых культурных и научных учреждений Республики Алтай. Основан в 1918 году.
В музее представлены 6 экспозиций по направлениям: природа, древняя история, этнография, современная история, комплекс плато Укок, изобразительное искусство.
Адрес: Горно-Алтайск, ул, Чорос-Гуркина 26.
Национальный музей Республики Алтай имеет пять филиалов:

### Историко-этнографический музей теленгитов Чуи
Музей, отражающий материальную и духовную культуру чуйских теленгитов был создан в 1966 году по инициативе учителя алтайского языка и литературы Край Адаровича Бидинова  как школьный музей в селе Кокоря. В начале 1980-х годов музей получил отдельное здание, в 2008 году музей перешёл в новое здание.
В связи со 150-летием добровольного вхождения Второй Чуйской Волости в состав России распоряжением Правительства Республики Алтай № 498-р от 3 октября 2016 года музею придан статус филиала БУ РА «Национальный музей Республики Алтай имени А. В. Анохина».
Адрес: Республика Алтай, село Кокоря.

### Музей-усадьба Г. И. Чорос-Гуркина
В селе Анос родился, жил и работал с 1903—1937 годах известный художник, этнограф Григорий Чорос-Гуркин. Его деятельность стала основополагающей в становлении современной алтайской культуры. Музей находится в местной школе. Он был открыт после реабилитации художника, в 1956 году. В небольшом зале музея можно увидеть репродукции картин художника, его личные вещи, биографические материалы. Рядом сохранился дом, в котором жил и работал Гуркин.
Адрес: Республика Алтай, село Анос.

### Музей казахской культуры
Главная цель открытия музея — изучение истории поселения казахов на Алтае, сохранение и развитие материальной и духовной культуры. Здесь представлены экспонаты, рассказывающие о быте, культуре, традициях и обычаях казахского народа. Большой интерес представляет казахская юрта с утварью и бытовыми принадлежностями. Является одним из филиалов Национального музея имени А. В. Анохина.
Адрес: Республика Алтай, село Жана-Аул

### Краеведческий музей имени И. В. Шодоева
Изначально музей имени И. В. Шодоева был открыт как школьный в селе Мендур-Соккон. Инициатива открытия принадлежит директору школы Николаю Андреевичу Шодоеву. В 1981 году музей получает отдельное здание. С 1994 года музей становится филиалом республиканского музея имени А. В. Анохина.

### Музей Н. У. Улагашева
Ещё один филиал национального музея, посвящённый знаменитому алтайскому кайчи Николаю Улагашевичу, был открыт в 2010 году. Мемориальный комплекс включает гостевую юрту, дом-усадьбу, мастерскую народных промыслов.
Адрес: Республика Алтай, село Паспаул.

## Деревня мастеров
Село знаменито своими художниками и мастерами, которые работают с глиной, деревом, металлом и другими материалами. Действуют три выставки: сувенирная лавка «Бай-Терек», этогалерея «Каури» и выставка семьи Головань. В сувенирной лавке можно увидеть картины Николая Чепокова, разнообразные по форме и размерам окарины. В этногалерее выставлены работы бубны, окарины, ковры, кованные изделия и многое другое. Выставка художников Головань находится на территории их усадьбы. Здесь представлены картины маслом Василия Головань и картины, выполненные Дарьей Головань в необычной технике акварелью по шелку.
Адрес: Республика Алтай, село Аскат

## Музей русской куклы «Десятиручка»
Удивительно добрый, уютный и необычный музей, имеющий выставочный зал, оформленный в русском стиле и представляющий экспозицию русских народных кукол. Проводятся интересные экскурсии и мастер-классы. На приусадебном участке проводятся активные игровые программы.
Адрес: Республика Алтай, село Чепош.

## Алтайский центр А. К. Бардина
На территории музея выставлены экспонаты, демонстрирующие историю, культуру, традиции, обычаи и особенности современной жизни жителей Горного Алтая. Своеобразный дом-музей представлен четырьмя юртами, выполненными в разных стилях. Первая юрта заполнена экспонатами, осмотрев которые, появиться представление о быте алтайцев сто-двести лет тому назад. Юрта выполнена в виде традиционного алтайского жилища, была построена по чертежам художника Г. И. Чорос-Гуркина. Вторая юрта посвящена зайсанам — вождям родов, которые добровольно вошли в состав России. Во второй юрте собраны работы Чорос-Гуркина, который поддерживал зайсанов во время прихода советской власти. Третья юрта представляет собой музей четырёх религий — православия, буддизма, мусульманства и белой веры. В четвёртой юрте находятся предметы быта современных алтайцев. В музейном комплексе можно увидеть герб и знамя Кара-майман — рода, вождем которого является А. К. Бардин.
Адрес: Республика Алтай, село Чемал

## Чемальский краеведческий музей
Музей находится на втором этаже деревянного здания, построенного более ста лет назад в центре села Чемал. В музее работают постоянно-действующие экспозиции, которые знакомят посетителей с алтайским бытом, историей пазырыкской культуры, погружают в атмосферу русской горницы. В музее можно ознакомиться с коллекцией птиц и насекомых, посмотреть минералы и горные породы. В фонде музея конная сбруя, охотничьи доспехи, кости древних животных, археологические артефакты, ткацкий станок и пианино Е.И. Калининой. Музей имеет выставочный зал, где представлены работы местных художников и мастеров народных промыслов, ведётся продажа сувениров, картин, книг.
Адрес: Республика Алтай, село Чемал

## Музей камня
Два стенда посвящены минералам и полезным ископаемым России. На всех остальных стендах — камни республики Алтай. На стендах музея можно увидеть вулканическое стекло и бомбы, известняк из строматолита, на котором имеются отпечатки интересных водорослей, останки ископаемых животных. На стенде «Горнотехническое сырье» размещены полезные ископаемые, которые не требуют обработки — гипс, тальк, графит и другие. Большой интерес представляют камни-«лекари». Это цеолиты, которые входят в состав препаратов для очистки организма, шунгит, «каменное масло» (калиевые квасцы). В музее можно увидеть полиметаллическое сырье (кобальтовые, серебряные, золотые, вольфрамовые, ртутные руды), марганцевые и железные руды, облицовочные и ювелирно-поделочные камни. В музее есть стенд с точной копией рельефа республики Алтай. Электронная геологическая карта дает возможность изучать геологическое строение Алтая и узнать, где находятся различные месторождения. Очень интересен стенд, посвящённый землетрясению на Алтае (2003 год), а также бюллетень по прогнозам землетрясений, фотографии, посвящённые геологии оборонного значения, материалы об Укокской принцессе, археологические экспонаты Майминского района.
Адрес: Республика Алтай, село Майма.

## Дом-музей Н. К. Рериха
В 1926 году в рамках Центрально-Азиатской экспедиции на Алтае в селе Верх-Уймон около двух недель проживал Н. К. Рерих, признанный во всем мире живописец, педагог, археолог, философ, общественный и культурный деятель, путешественник и ориенталист. В музее один из залов полностью посвящён экспедиции семьи Рериха на Алтай, здесь представлены письма, фотографии, личные вещи, а также оригинальный эскиз дипломной работы «Гонец. По реке» (1890). Ещё два зала музея посвящены истории села, староверам-кержакам, истории, хозяйству и традициям алтайского народа.
Адрес: Республика Алтай, село Верхний Уймон.

## Музей старообрядчества
Этот частный музей расположен в бывшем доме старообрядцев. Здесь две комнаты: изба и горница. Представлены старинные кувшины, крынки, миски и другие предметы быта и посуды. В углу детская люлька. Много тканых половиков, полотенец, поясов. Старые пергаментные книги, иконы.
Адрес: Республика Алтай, село Верхний Уймон.

## Храм имени апостола Иоанна Богослова на острове Патмос в селе Чемал
Остров Патмос — удивительное по красоте место Горного-Алтая. Сюда в 1915 году был перенесен деревянный храм, построенный ещё в 1849 году в Чемале, который со временем разрушился. К 2001 году храм был восстановлен и освящён вновь.
Адрес: Республика Алтай, село Чемал

## Историко-этнографический музей «Пазырык»
Главным сокровищем музея является копия древней пазырыкской колесницы в натуральную величину, оригинал которой представлен в Эрмитаже. Копии и фотографии изделий, принадлежащих к пазырыкской культуре. Также в музее можно увидеть этнографические коллекции одежды, предметов быта. Представлен период Великой Отечественной войны, экспозиция, знакомящая с известными людьми района.
Адрес: Республика Алтай, село Улаган

## Краеведческий музей «Эрми-таш»
```
             Название музея в переводе с алтайского означяет «звездный камень, или камень, упавший с небес». Здесь собран материал по истории и культуре Горного Алтая. Особое место в экспозиции музея занимает фотовыставка «Телецкое озеро».                                
                                    Интересна коллекция минералов. Также в музее собраны работы местных художников и резчиков. В окрестностях много интересных природных и культурных объектов: курганы, наскальные рисунки, каменные ограды, городища, пещеры, водопады.
```

Адрес: Республика Алтай, село Артыбаш

## Форт Куюм
Музей "Форт Куюм" - это полномасштабная реконструкция русского деревянного пограничного острога XVIII века. Такие крепости возводили отряды казаков-первопроходцев, продвигаясь вглубь приграничных степей и горных районов Южной Сибири. В музее можно увидеть и обойти всю систему защитных сооружений острога, заглянуть в пороховой погреб и продовольственный амбар, познакомиться с жилыми, хозяйственными и вспомогательными помещениями. Во всех зданиях острога развернуты экспозиции, рассказывающие о жизни и быте казаков на южно-сибирской границе.
Адрес: Республика Алтай, село Элекмонар